# Papercut
Singles de Linkin Park
In The End
(2000) Points of Authority
(2002)
Pistes de Hybrid Theory
One Step Closer
Papercut est un single du groupe de nu metal américain Linkin Park, sorti en juin 2001. C'est le 3e single de leur premier album Hybrid Theory, et la première piste de l'album. Cette chanson a été plutôt un échec, elle n'atteignit que la 32e place du Modern Rock Track, et ne fut jamais officiellement sortie aux États-Unis. Pourtant, elle atteignit quand même la 14e place du UK singles Chart, dépassant la meilleure position des deux singles précédents, et quitte le classement au bout de 6 semaines.

## Présentation
La chanson parle d'une personne hantée de paranoïa.

## Classements hebdomadaires
| Classement (2001)               | Meilleure position |
| ------------------------------- | ------------------ |
| Allemagne (GfK Entertainment)   | 49                 |
| Autriche (Ö3 Austria Top 40)    | 43                 |
| Écosse (OCC)                    | 10                 |
| États-Unis (Modern Rock Tracks) | 32                 |
| Irlande (IRMA)                  | 27                 |
| Pays-Bas (Single Top 100)       | 39                 |
| Royaume-Uni (UK Singles Chart)  | 14                 |
| Royaume-Uni (UK Rock Chart)     | 1                  |
| Suisse (Schweizer Hitparade)    | 80                 |

| Classement (2017)                           | Meilleure position |
| ------------------------------------------- | ------------------ |
| États-Unis (Hot Rock and Alternative Songs) | 18                 |

## Certifications
| Pays              | Certification | Unités certifiées |
| ----------------- | ------------- | ----------------- |
| États-Unis (RIAA) | Or            | 500 000           |
| Royaume-Uni (BPI) | Or            | 400 000           |